# Erwig
Erwig, (Latin:Flavius Ervigius Rex, spanska: Ervigio), var kung i västgotiska riket från 15 oktober 680 till 15 november 687. Han dog 687.Hans styre började när han avsatte kung Wamba genom en palatskupp. 

## Erwigs ursprung och makttillträde
Erwigs far Ardabastus hade kommiti exil från det Bysantiska riket till det visigotiska riket. Namnet Ardabastus (Artavasdes) var troligen av armeniskt ursprung (armeniska Artawazd). Den visigotiske kungen Chindasuinth (642–653) gav landsflyktingen sin consubrina, till hustru (kusin eller vilket är mer troligt, brorsdotter). Erwig härstammade alltså från en kunglig familj på sin mors sida.
Erwig växte upp vid hovet och var som adelsman greve. Enligt beskrivningen avi asturiska krönikor från 800- och 900-talen spelade han en avgörande roll i störtandet av kung Wamba i oktober 680. Detaljerna i händelsen är osäkra, men det råder ingen tvekan om att kung Wamba blev berövad makten genom en hovintrig som iscensattes av Erwig. Alfons III:s krönika berättar att Erwig blandade nervgiftet spartein i en dryck åt kungen och tillfälligt sövde honom. I vilket fall som helst mottog Wamba botens nattvard som en förmodat dödligt sjuk person och enligt tidens sed kläddes han i en religiös skrud och upptogs i prästerskapet med tonsur. Detta gjorde honom sedan olämplig att regera. Han abdikerade den 14 oktober 680, undertecknade ett dokument som utsåg Erwig till sin efterträdare och drog sig tillbaka till ett kloster, där han dog senast år 683. Den 15 oktober tog Erwig över regeringen. Något kungaval ägde inte rum, utan den rättsliga grunden för makttillträdet var Wambas utseende av honom.  Den 21 oktober mottog Erwig kungens smörjelse av metropoliten Julian av Toledo. Nyare forskning tyder på att Julian välkomnade och till och med aktivt stödde statskuppen.

## Kyrkokoncilier och lagstiftning
Efter sitt maktövertagande sammankallade Erwig omedelbart (i januari 681) ett kejserligt råd, det 12:e konciliet i Toledo, som gav sin välsignelse till det ovanliga regeringsskiftet. Dessutom stärkte konciliet metropoliten av Toledos ställning gentemot de andra metropoliterna och upphöjde honom de facto till positionen som "universell metropolit" i den kejserliga kyrkan, vilket ledde till en centralisering av kyrkans organisation som var ovanlig för den tiden.
Den 21 oktober 681 införde Erwig en ny version av den visigotiska lagen. Den reglerade bland annat skyldigheten att tjänstgöra i armén, och överträdelser av denna skyldighet bestraffades fortsatt med hårda straff. Reglementet visar att den visigotiska armén vid denna tid till stor del bestod av slavar. Slavägarna var tvungna att beväpna en tiondel av sina slavar och ta dem med sig på rikets fälttåg. Kungen hade inte direkt tillgång till värnpliktiga, utan han kunde bara förmå de mäktiga adelsmännen att delta i hans och rikets militära aktioner med sina anhängares privata arméer.
Vid det 13:e konciliet i Toledo år 683, genom vars beslut kungen kommer i en klart försvagad position. Konciliehandlingarna vittnar om det starka inflytandet från ett mäktigt  aristokratiskt parti i opposition som ville begränsa kungens makt. Konciliefäderna krävde att konspiratörer och rebeller skulle erhålla fullständig amnesti och att deras konfiskerade egendom skulle återlämnas till deras familjer. Kungen genomförde efteråt endast delvis rådets beslut. Ett mycket betydelsefullt konstitutionellt beslut som förbjöd avsättning, arrestering, tortyr eller expropriering av biskopar eller medlemmar av hovadeln, så länge de inte hade dömts i en offentlig domstol bestående av sina likar. Att använda fysiskt våld mot adelsmän för att tvinga fram bekännelser var således förbjudet. De adelsvänliga resolutionerna innehöll också en avskrivning av skatteskulder.
En viktig del av de nya lagbestämmelserna var Erwigs omfattande åtgärder mot judarna, med vilka han knöt an till den redan existerande antijudiska lagstiftningen. Tidigare döpta judar, inklusive de som tvångsdöptes under kung Sisebut, och deras ättlingar utsattes för stränga kontroller för att förhindra att de återgått till den judiska tron. Tillsynen och makten att bestraffa judarna överfördes till prästerskapet.
Erwig försökte återställa stabiliteten genom att använda judar som syndabockar. Han förklarade judarna för att vara en pest och en olägenhet för kungariket,  och han uppmanade sina medborgare att utrota dem. Men hans kampanj uppnådde inte sitt mål, men det orsakade svåra tider för judarna. År 681 utfärdade han ytterligare ett dekret, denna gång innebar det att alla judar skulle bli kristna eller lämna riket.

## Hotet från muslimerna i Nordafrika
Under kung Erwigs styre fortsatte det västgotiska kungariket att sönderslitas av interna stridigheter, och utvecklingen avslutades med  den muslimska erövringen av iberiska halvön efter 711. I Nordafrika hade muslimer invaderat Maghreb 670, under ledning av Musa ibn Nusair, och de hade besegrat Bysantinska riket i det som nu är Marocko år 682. Muslimerna hade också före 711 gjort plundringar utmed kusterna av den iberiska halvön åtminstone sedan Wambas styre.  Muslimerna  hade redan börjat hota visigoterna i södra Spanien. 

## Familj och successionsplanering
Erwig var gift med Leuvigoto (Liuvigoto), som var en kvinna av okänt ursprung. Det finns inga bevis för att hon var en kungadotter. Paret fick flera barn. Av dessa är endast dottern Cixilo känd vid namn. Erwig gifte bort henne med en adelsman vid namn Egica, en släkting troligen brorson till förre kungen Wamba. När Erwig hade drabbats av en dödlig sjukdom utsåg han Egica till sin efterträdare den 14 november 687. Han abdikerade dagen därpå, varpå Egica omedelbart tog över kungamakten. Egica tillhörde en släkt som fientligt inställd till Erwig. Om Erwig gjorde Egica till sin svärson och efterträdare antingen frivilligt eller under påtryckningar är okänt. Det är oklart om Erwig själv hade söner som överlevde honom.  Förmodligen kände han sig tvingad att göra viktiga eftergifter till sin föregångares mäktiga klan.